# Woilach
Ein Woilach ist eine Wolldecke, die gefaltet als Satteldecke verwendet wird.
Das Wort stammt vom russischen войлок (wojlok; Filz, früher für Satteldecke) ab, dies wiederum von turkotatarisch oilyk (Decke).

## Verwendung
Sie dient als Polsterung zwischen Pferd und Sattel. Woilache sind nicht mehr häufig zu sehen, da sie von Satteldecken bzw. Schabracken, die einfacher zu handhaben sind, weitgehend abgelöst wurden. 
Für Wanderreiter empfiehlt sich diese Form der Sattelpolsterung aber nach wie vor, da der Woilach ein sehr gutes Polster bietet, durch anderes Falten täglich eine saubere Stelle der Decke ans Pferd kommt, mögliche Reibung vom Pferderücken weg zwischen die Lagen der Decke verlagert wird und er nach dem Reiten auch problemlos als Abschwitzdecke verwendet werden kann. 
In der Kavallerie wurden Woilache als Satteldecken verwendet. Der klassische Woilach war in einer speziellen Webtechnik hergestellt, die ein Verrutschen verhindern sollte. Entsprechende Modelle scheint es derzeit auf dem Markt nicht mehr zu geben, stattdessen werden meist normale Armeedecken verwendet.

## Handhabung
Ein Woilach wird einmal halbiert und einmal gedrittelt, so dass sich insgesamt sechs übereinanderliegende, gleich große Bereiche der Decke ergeben. Beim Zusammenlegen und Satteln muss auf Faltenfreiheit geachtet werden, da sonst Druckstellen am Pferd entstehen können. Es ist darauf zu achten, dass die „geschlossene“ Seite, d. h. ohne Kanten, nach vorne zu liegen kommt.